# Крамер, Йозеф Хуберт
Йозеф Хуберт Крамер (нидерл. Joseph Hubert Cramer; 9 февраля 1844, Вагенинген — 31 августа 1899, Бад-Эльстер) — нидерландский скрипач и педагог.
В 1853—1856 гг. учился в Амстердаме у Иоганнеса ван Брее, в 12-летнем возрасте дебютировал с оркестром. исполнив концерт Луи Шпора и фантазию Анри Вьётана. Затем продолжил обучение в Брюсселе у Юбера Леонара и в Лейпциге у Фердинанда Давида. В 1860 г. побывал в Веймаре у Ференца Листа, затем предпринял гастрольную поездку в Лондон. В 1862—1864 гг. был концертмейстером оркестра в Гронингене, затем обосновался в Амстердаме, где в 1865—1890 гг. был первой скрипкой одного из оркестров, участвовал также в различных камерных составах, в том числе как вторая скрипка в квартете Франса Кунена и, в последние годы жизни, как скрипач в фортепианном трио Юлиуса Рёнтгена (чей сын Юлиус Рёнтген-младший начинал под руководством Крамера свои занятия музыкой). Участвовал в деятельности нидерландского Вагнеровского общества, в нескольких сезонах играл в оркестре Байройтского фестиваля. С 1883 г. преподавал в Амстердамской консерватории.